# Czerwony Wierch (Salatyn)

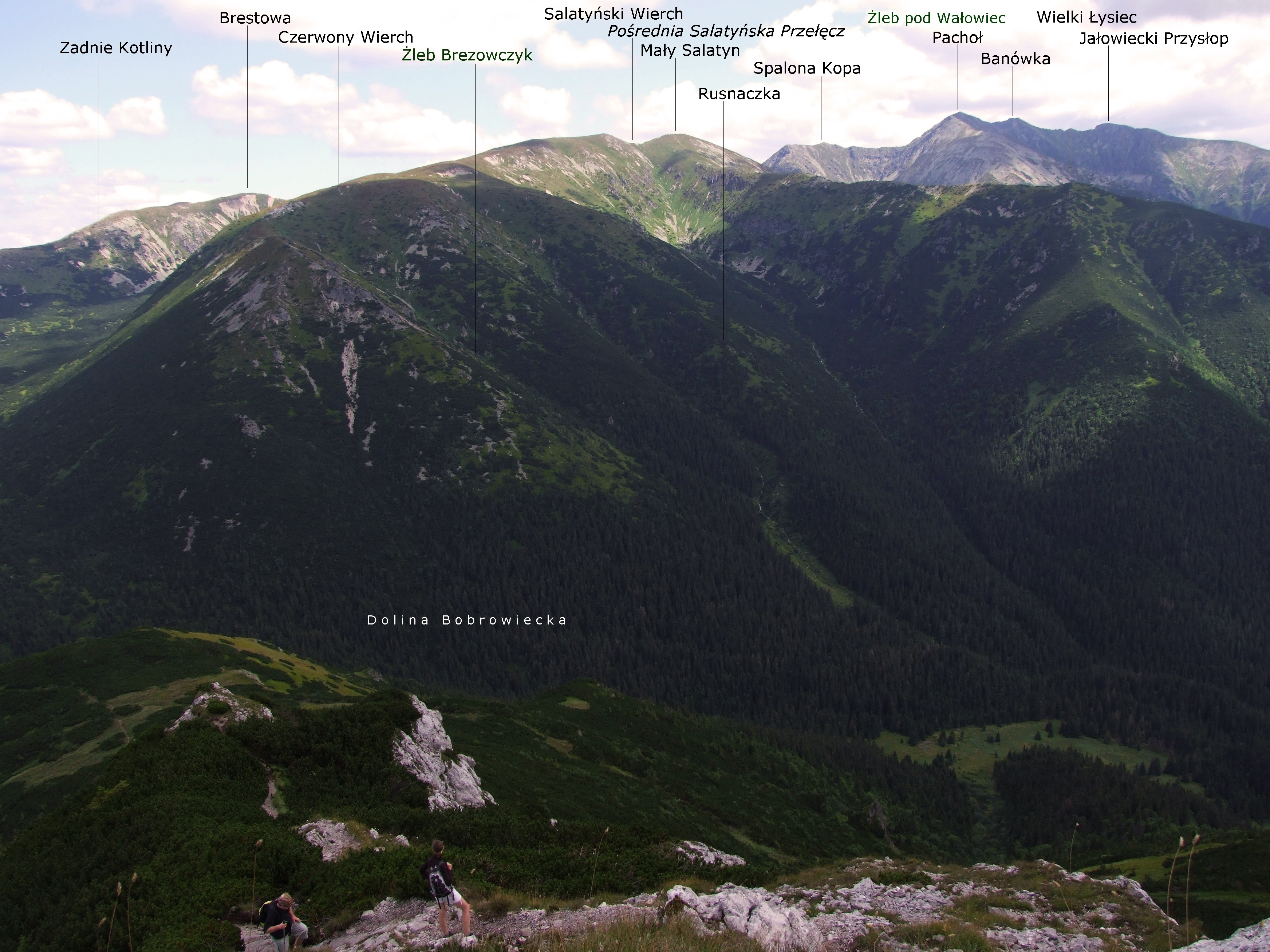
Widok z Siwego Wierchu

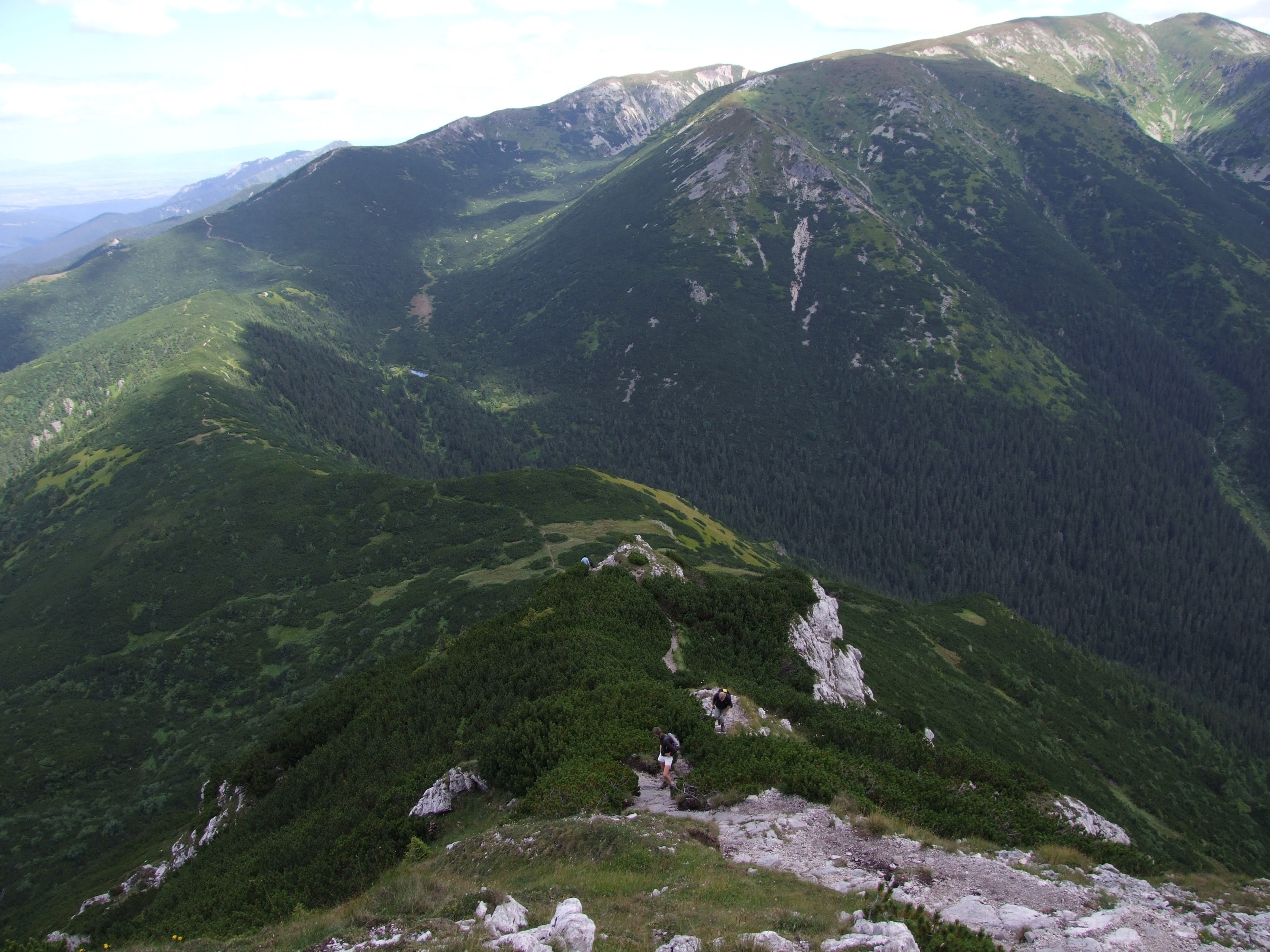
Zadnie Kotliny i Czerwony Wierch

Czerwony Wierch (słow. Červený vrch) – rozłożysty, boczny grzbiet w słowackich Tatrach Zachodnich, odchodzący od Salatyńskiego Wierchu początkowo w zachodnim, później północno-zachodnim kierunku. Jego północne stoki opadają do górnej części Doliny Bobrowieckiej Liptowskiej, południowe do jej odgałęzienia – Żlebu pod Wałowiec. W górnej części od Czerwonego Grzbietu odgałęzia się boczny grzbiet Rusnaczka wznoszący się nad Żlebem pod Wałowiec. Pomiędzy Rusnaczką a Czerwonym Wierchem znajduje się żleb Brzezowczyk. W bardzo stromych stokach północnych, opadających do Zadnich Kotlin (najwyższe piętro Doliny Bobrowieckiej) znajdują się tzw. Grapy – ziemno-skaliste osuwiska o pionowych niemal ścianach.
Dawniej Czerwony Wierch był rozległym i ważnym terenem wypasowym. Nazwę nadali mu mieszkańcy Zuberca, przez mieszkańców miejscowości Jałowiec nazywany był Wielkim Bokiem. Od czasu zaprzestania wypasu jego trawiaste dawniej obszary coraz bardziej zarastają kosodrzewiną. Znajdują się na nim 2 niewielkie stawki niewidoczne ze szlaku turystycznego prowadzącego jego wschodnim skrajem.

## Szlaki turystyczne
– czerwony, biegnący główną granią. Czas przejścia od Banikowskiej Przełęczy na Salatyński Wierch: 2 h, z powrotem 2 h